# Nabój .17 HMR
.17 HMR (Hornady Magnum Rimfire) – nabój bocznego zapłonu do strzelań sportowych oraz do drobnej zwierzyny. Został on opracowany w 2002 roku przez firmę Hornady we współpracy z Marlin Firearms i Sturm, Ruger & Company jako następca naboju .22 WMR, którego osiągi nie są zadowalające zwłaszcza w strzelaniach na odległości powyżej 100 m. Nowy nabój w wyniku zastosowania półpłaszczowego pocisku o kształcie ostrołukowym, w którym zastosowano syntetyczne wypełnienie ma stabilny, płaski tor lotu, dzięki czemu pozwala na uzyskanie precyzyjnego strzału na odległość do 200m.